# Balaton
Il lago Balaton chiamato anche "mare magiaro", si trova nell'Ungheria occidentale ed è il più grande lago dell'Europa centrale.
La lunghezza massima è di 79 km e la larghezza massima di 13 km per una superficie di 594 km². A circa un terzo a partire dal lato orientale viene attraversato dalla Penisola di Tihany, che ne restringe la larghezza fino a 1,3 km. La profondità media ammonta a 3,25 m, quella massima a 12,5 m. A causa della bassa profondità l'acqua in estate si riscalda fino a 28 °C. La riva meridionale del lago è pianeggiante, quella settentrionale è lambita dalle propaggini dei monti Bakony e dai vigneti del Badacsony. Il lago Balaton è privo di isole.
I Romani chiamavano il lago Balaton Pelso. Il nome ungherese deriva dallo slavo blatna, che significa acquitrino. Le spiagge, i bagni e le fonti termali dei dintorni attirano molti turisti stranieri. Ha importanza economica anche la viticoltura.

## Geografia
Il lago Balaton si trova al centro della regione transdanubiana, tra il margine sudorientale dei monti Bakony, la regione delle colline del Transdanubio e la campagna del Mezőföld.
Il Balaton si trova a circa 100 km a sud ovest di Budapest, ed è facilmente raggiungibile in auto tramite l'Autostrada M7, che permette di arrivare a Siófok, sulla riva sud-occidentale del lago, in poco più di un'ora.

### Misure
| Ripresa dal Landsat 7 del lago Balaton (dalle immagini del NASA World Wind) | |
| Lunghezza                                                                   | 79 km |
| Larghezza                                                                   | 7,7 km (in media)                                                                                         |
| Larghezza massima                                                           | 12,7 km (tra Balatonaliga e Balatonalmádi)                                                                |
| Larghezza minima                                                            | 1,3 km (allo stretto di Tihany)                                                                           |
| Profondità                                                                  | 3,25 m (media)                                                                                            |
| Profondità massima                                                          | 12,5 m (nello stretto di Tihany)                                                                          |
| Profondità minima                                                           | 0,5 m (parte meridionale, a 300-500 m dalla riva), 1,2 m (parte settentrionale, a pochi metri dalla riva) |
| Superficie                                                                  | 591 km²                                                                                                   |
| Lunghezza della costa                                                       | 195 km |
| Volume idrico                                                               | 1,9 Mrd. m³                                                                                               |

### Immissari ed emissari
Il Kis-Balaton (it. Piccolo Balaton) è un lago che si trova a sud-ovest del lago Balaton. Un tempo faceva parte del lago, finché non è stato tagliato fuori a causa dell'abbassamento della superficie dello specchio d'acqua. Il Kis-Balaton è una componente vitale per l'immissione di acqua dolce nel lago Balaton, poiché il suo unico grande immissario, il Zala, sfocia poi nel Balaton. Le sue aree paludose e i vari canneti servono da naturale filtro dell'acqua ed ospitano molte specie rare di piante, rettili ed uccelli. 
Negli anni venti vennero bonificate parti consistenti dell'area paludosa. Il corso del Zala venne ridisegnato e l'acqua sporca non depurata del fiume venne deviata direttamente nel Balaton. Come conseguenza, il Balaton cominciò a riempirsi di alghe e a perdere il suo equilibrio ecologico. Per questo nel 1949 l'area attorno al Kis-Balaton e alla parte meridionale del Balaton venne dichiarata riserva naturale e nel 1986 ampliata fino a 15 000 ettari. Nel 1986 cominciò infine anche il ripristino del Kis-Balaton. Per questo la qualità dell'acqua del Balaton migliorò nettamente.
Il fiume Zala è con i suoi 138 km di lunghezza e una portata d'acqua media di 6 m³/min uno dei fiumi più piccoli dell'Ungheria, è tuttavia il principale immissario del Balaton. Il Zala sfocia nel Kis-Balaton e lo lascia ad est, per poi impaludarsi. A sud di Keszthely il Zala esce dalla regione paludosa arricchito di ossigeno e sfocia alcune centinaia di metri più a est nel lago Balaton. Oltre che dal Zala il lago Balaton viene alimentato da circa 30 corsi d'acqua regolari e 20 a regime torrentizio.
Per poter regolare il livello dell'acqua lacustre, venne costruita la chiusa di Sió presso Siófok. Attraverso questa chiusa l'acqua in esubero viene deviata tramite il canale di Sió. Questo canale, che in effetti è quindi l'emissario del Balaton, fluisce verso sud-est attraverso il territorio delle contee di Somogy, Fejér e Tolna, quindi in poco oltre la città di Szekszárd confluisce nel Danubio dopo un percorso di circa 130 km. Questo canale risale in parte al periodo romano e venne citato già da Plinio il Vecchio.

## Geologia
Il paesaggio del lago Balaton è costituito principalmente da strati mesozoici che assomigliano alle rocce alpine. Questo segmento crostale si è tuttavia spostato ad est prima che le Alpi sorgessero. Per questo gli strati hanno conservato la loro composizione originaria. Il Balaton è nato circa 15 000 anni fa (Olocene) tramite l'erosione: probabilmente il bacino è stato eroso dal vento. Vicino all'odierna Keszthely si sono formati parecchi laghi minori, che si sono ampliati verso nord-est nel corso di 5 000 anni. Le formazioni geologiche sono nate da un vulcanesimo un tempo attivo, p.e. le colonne basaltiche presso il monte Badacsony, le formazioni coniche formatesi da geyser a Tihany o il lago termale di Hévíz.

## Idrografia

### Idrogeologia
La portata del Balaton dipende dalle precipitazioni, dagli immissari, dall'evaporazione e dalla regolazione idrica della chiusa di Siò. Le precipitazioni contribuiscono con circa un miliardo di metri cubi d'acqua piovana nel bacino idrico di 5800 km². A questi si aggiungono 370 milioni di metri cubi di precipitazioni atmosferiche nel lago Balaton e 500 milioni di metri cubi di acqua dolce di diversi torrenti e del fiume Zala. Nonostante queste immissioni, in estate si osserva una diminuzione del livello idrico di parecchi centimetri dovuta all'evaporazione.

### Andamento delle onde

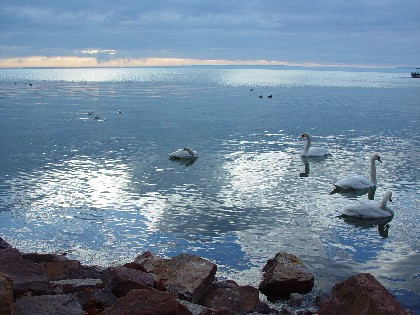
Il Balaton nella pioggia

Per la forza del vento sulla superficie dell'acqua si formano, a seconda dell'intensità di questo, increspature alte dai 0,5 ai 3 cm. La bassa profondità e la scarsa viscosità dell'acqua perlopiù molto calda favoriscono la formazione delle onde. Il vento che soffia per lo più perpendicolarmente sopra al lago viene rafforzato dalle colline e dalle valli del nord. Ciò porta ad un susseguirsi di onde più alte e ad intervalli liberi senza onde. In seguito alla riflessione del fondo lacustre si formano interferenze. Se questi influssi si presentano contemporaneamente, si possono formare nonostante la lunghezza interna onde relativamente alte. L'onda più alta mai registrata finora in condizioni di vento che soffiava da nord vicino alla riva misurava 1,82 m, in pieno lago si è arrivati invece a 1,95 m. Con il vento l'onda media è alta un metro e lunga dai 2 ai 12 metri. Quando il vento soffia forte, le onde si esauriscono entro le due ore.

### Superficie lacustre

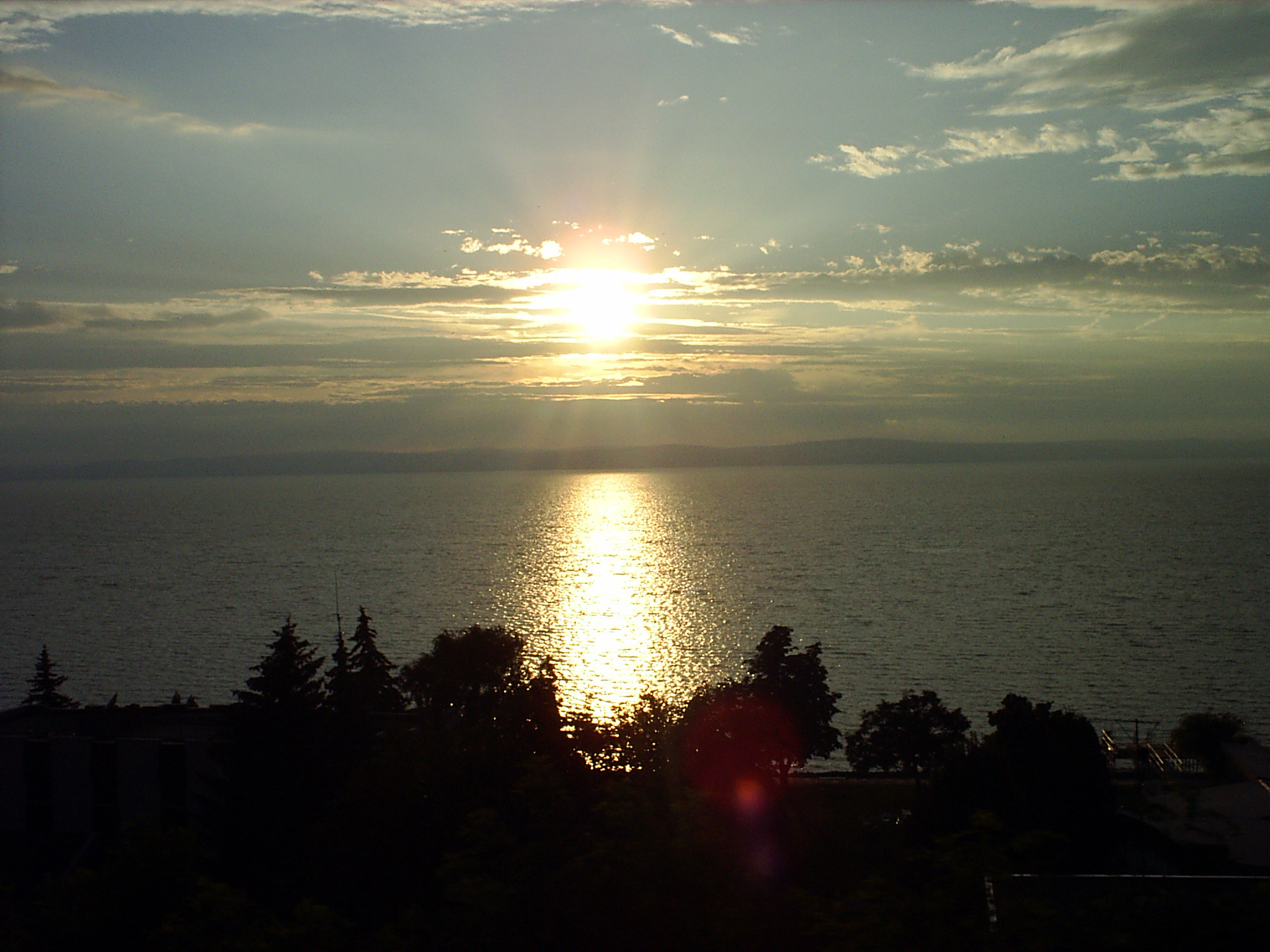
Tramonto sul Balaton

Poiché in caso di effetti eolici si accumulano notevoli quantità d'acqua, spesso si può osservare o una chiara diminuzione o un chiaro aumento della quantità d'acqua. I venti che attraversano il lago nella direzione della lunghezza del lago causano grandi oscillazioni con un tempo di pendenza di 5-11 minuti. Tra località tra loro distanti sul Balaton possono risultare essenziali differenze dello specchio lacustre. Oscillazioni perpendicolari, arretramenti, il frastagliamento costiero con le sue numerose rade rendono impossibile ogni previsione. Nell'ultima oscillazione, osservata il 14 maggio 1962, lo specchio lacustre presso Keszthely è diminuito per nove ore di 45 cm ed è aumentato di 52 cm presso Alsóörs. L'oscillazione maggiore è stata misurata in direzione obliqua (durata dell'oscillazione circa 1,5 ore) con il vento che soffiava da nord nel bacino sudoccidentale Alsóörs (−52,5 cm) e Siófok (+37,5 cm).

### Correnti
Fattori influenti per le correnti nel lago sono la rotazione terrestre ed il vento. In superficie l'acqua scorre sospinta dal vento (da NW) in direzione NE. A questo si contrappone l'acqua sul fondo del lago che, a causa della rotazione della Terra e della gravitazione, scorre da est ad ovest. A causa della grande escursione si possono misurare grandi valori di flusso tra i singoli bacini ed anche nelle insenature. I valori più alti di corrente si misurano sulla superficie dell'acqua tra la penisola di Tihany e la riva presso Szantód, poiché qui ha luogo uno scambio d'acqua molto grande nella stretta sezione tra il bacino nord e quello di sud-ovest, raggiungendo velocità di corrente tra 1,4 e 2 m/s.

## Meteorologia

### Venti
La direzione del vento prevalente, chiamata dai pescatori del lago "vento principale", è N nella parte sud-est del Balaton presso Tihany e Keszthely, e NW nella parte ad est tra Balatonkenese e Tihany. 
Al di fuori dei mesi primaverili ed estivi prevalgono venti da SO e SW. 
Tempeste non sono molto frequenti nella regione, ma possono essere pericolose per la navigazione, poiché i venti durante una tempesta possono diventare più forti all'improvviso e raggiungere velocità di 30-35 m/s (parzialmente nel giro di 10-20 minuti).
La maggior parte delle tempeste sorgono in seguito ad una debole corrente da S, la quale però si trasforma in breve tempo in un vento forte di NW.
La raffica di vento più forte mai misurata finora raggiunse la velocità di 129,6 km/h il 13 luglio 1961. Il mese più ventoso è aprile, mentre il meno ventoso è settembre con venti di tempesta in media una volta ogni 10 giorni.
All'inizio dell'estate si sviluppano spesso anche tempeste (in media ogni tre giorni) con venti fino a 15 m/s.
Attraverso la funzione riparatrice dal vento della penisola di Tihany e delle sue colline, la velocità del vento nelle tempeste intorno alla riva nord (tra Balatonfüred e Siófok) si riduce in parte del 60%.
A causa delle dimensioni del lago, e della grande differenza tra lunghezza e larghezza, è normale che prevalgano differenti condizioni atmosferiche nelle diverse regioni del lago. Da un lato può fare una tempesta, mentre dall'altro può essere privo di vento!
Il servizio meteorologico locale gestisce un osservatorio di preallarme a Siófok, che analizza ed elabora i dati atmosferici raccolti al Balaton.
Dal 1º maggio al 30 settembre vengono emessi anche avvisi di tempesta da quest'osservatorio. Gli avvisi di allarme vengono scaglionati in due livelli e vengono emessi sotto forma di sequenze diverse di segnali luminosi in 24 punti del lago.
Clima

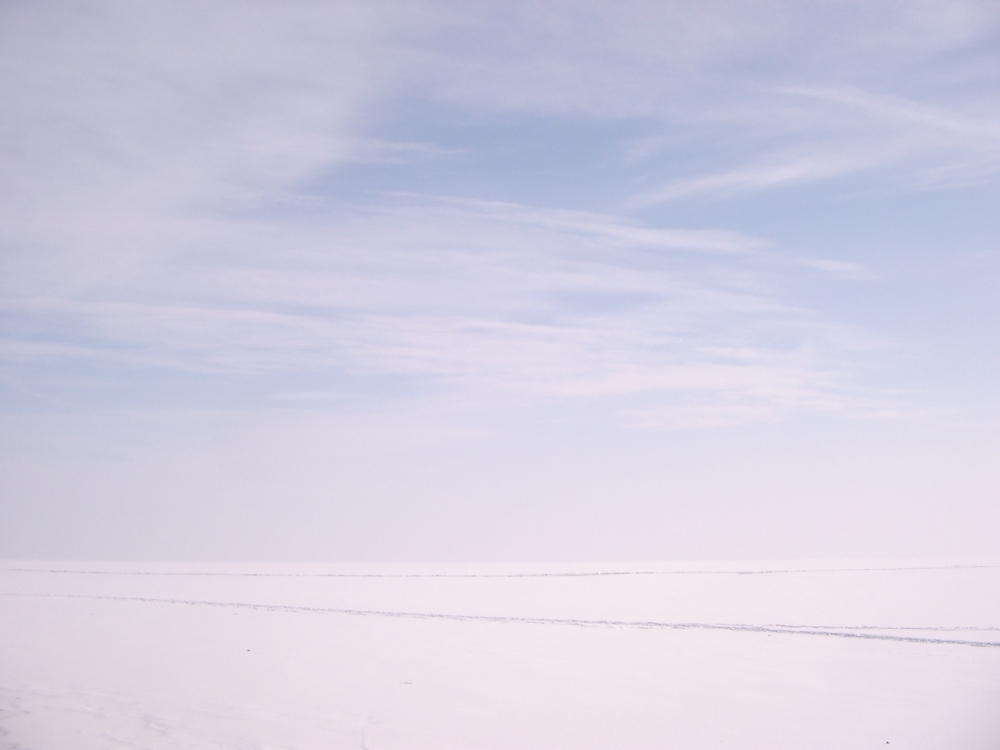
Veduta del lago Balaton nel mese di gennaio

Il lago Balaton si trova nella zona di clima continentale moderato e per questo ha una media di 2 000 ore di sole annue.
I mesi più caldi sono giugno, luglio ed agosto, con temperature di giorno intorno ai 28° e 17° di notte.
Giugno è il mese più soleggiato con 10 ore di sole al giorno di media.
I mesi più secchi sono agosto e settembre con soli sei giorni di pioggia in media.

## Flora e fauna
Il territorio del Balaton ospita molte specie rare e protette di piante e animali.
Tra le piante, vanno segnalate numerose specie termofile che possono essere coltivate nei giardini dei pendii esposti a sud della costa settentrionale: mandorli, fichi, melograni ecc.

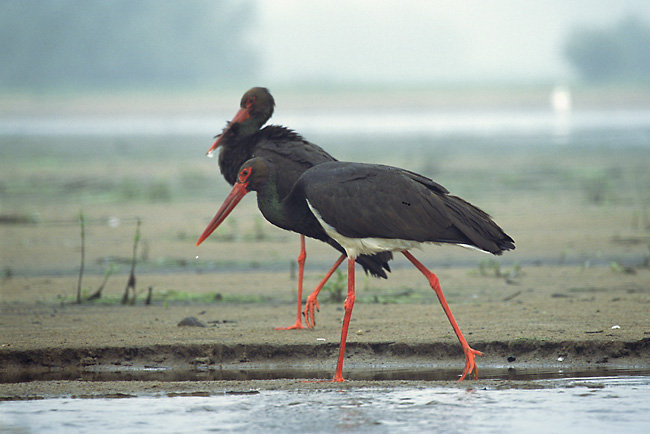
Cicogna nera

Molto significativa la varietà di uccelli: circa 250 specie, di cui 27 assolutamente protette. Tra questi menzioniamo la cicogna nera, il cormorano, il gufo comune, il picchio nero, la spatola, diversi aironi ecc.
Tra gli insetti, va rilevata la varietà di farfalle, con circa 800 specie.

### Parco nazionale
Per la ricchezza di piante e animali rari e per la presenza di formazioni geologiche particolari è stato istituito nel 1997 il Parco nazionale del Balaton (Balaton-Felvidéki Nemzeti Park), che copre circa 560 km² lungo la costa settentrionale, dalla penisola Tihany fino al Kis-Balaton.
Dal punto di vista paesaggistico il Balaton è molto vario, si incontrano ad esempio ancora i geyser, che provengono dal tempo del vulcanismo. 
Una particolarità, conosciuta anche fuori dei confini dell'Ungheria, sono i "mari di pietra" del Bacino di Kál (Káli-medence). Inoltre vi sono resti pietrificati del "mare della Pannonia" nel Parco Nazionale, che comprende i monti Keszthely, in cui si possono trovare specie rare di piante.
Il territorio paludoso del "piccolo Balaton" (Kis-Balaton) si distingue per le sue riserve naturali di uccelli e bufali.

### Kis-Balaton (Piccolo Balaton)
Il Kis-Balaton (piccolo Balaton) era anticamente l'insenatura sud-ovest del Balaton. A causa di processi di sedimentazione del fiume Zala, per cui da 2 000 anni la palude del Kis-Balaton fa da filtro biologico, di trasformazione in torba e da interventi umani, già dall'inizio del XIX secolo è avvenuta la divisione dal Balaton. In seguito scomparvero grandi zone del vecchio Kis-Balaton. L'estensione originaria di 60 km² si ridusse fino a mezzo km², ed il territorio paludoso perse la sua funzione purificatrice e protettiva per il Balaton.
Dalla metà del XX secolo il Balaton correva il rischio di essere lentamente interrato e perse sempre più il suo equilibrio biologico. I grandi peggioramenti della qualità dell'acqua fu visibile in modo più evidente nell'insenatura di Keszthely. Nell'estate del 1966 vi fu un'invasione di alghe azzurre, causata dall'alto inquinamento anorganico del fiume Zala. Questo fatto diede impulso perché si prendessero provvedimenti e così si iniziò con il recupero biologico del Kis-Balaton. Oggi il Kis-Balaton, il cui specchio d'acqua sorge circa 2 metri sopra quello del Balaton, si estende di nuovo su una lunghezza di 22 km, con una capacità di 28 milioni di metri cubi. Tra l'altro i due laghetti interni (Feneker ed il bacino dell'Hídvéger) sono di nuovo parte del Kis-Balaton, e sono ritornati ad essere un filtro naturale, biologico per l'acqua del Balaton. In programma è l'allargamento della zona protetta per il 2010.
Il territorio, unico in Europa, con la sua aria pura, il gioco di luci del paesaggio è con la sua flora e la sua fauna un elemento ecologico di grande importanza. Nel biotopo ripariale vivono numerose specie protette di pesci, piante, rettili e più di 270 specie di uccelli. Nel 1979 il Kis-Balaton fu accolto nella lista di Ramsau delle "acque d'importanza internazionali", e dal 1997 è parte del parco nazionale del Balaton (Balaton-Felvidéki Nemzeti Park).
Dei circa 18 000 ettari del territorio protetto complessivo del Kis-Balaton, 1 400 ettari sono fortemente protetti. A questo territorio chiuso si può accedere solo accompagnati da personale specializzato. La riserva di bufali e l'isola di Kányavár (Kányavár Sziget) presso il villaggio di Balatonmagyaród si possono visitare liberamente.

#### Riserva di bufali del Kis-Balaton
I bufali abitano da molti secoli nel bacino dei Carpazi e sono da considerarsi tra le specie animali ungheresi più antiche.
All'inizio del XIX secolo c'erano in Ungheria almeno 100 000 animali. I "magiari" li utilizzavano come animali da tiro, da carne e da latte.
Fu la famiglia dei conti Festetics che, intorno al 1800, introdusse i bufali sui suoi pascoli accanto al territorio paludoso del Kis-Balaton.
Dopo la seconda guerra mondiale la situazione cambiò rapidamente, poiché i bufali furono sostituiti rapidamente da trattori e macchine agricole.
I pochi esemplari che ancora vivono nella Puszta di Kápolna, sopravvivono come attrazione turistica, e sono ammirati da molti turisti che accorrono dal Balaton e da altre regioni turistiche dell'Ungheria per vedere gli ultimi esemplari di una specie, che in molte parti d'Europa è già estinta.
All'inizio degli anni novanta la Puszta di Kápolna fu annessa con i suoi bufali nel parco nazionale del Balaton (Balaton-Felvidéki Nemzeti Park), dando inizio al primo programma di protezione dei bufali dell'Ungheria. In meno di 20 anni il numero dei bufali è passato da 16 a più di 200, il che rappresenta un quarto della riserva di quest'animale presente in Ungheria. Compito della riserva, nei suoi 120 ettari, è non solo quello di ridare una patria ai bufali in Ungheria, ma anche quello di avvicinare la storia e l'allevamento di questi animali ai visitatori interessati.

## Infrastruttura

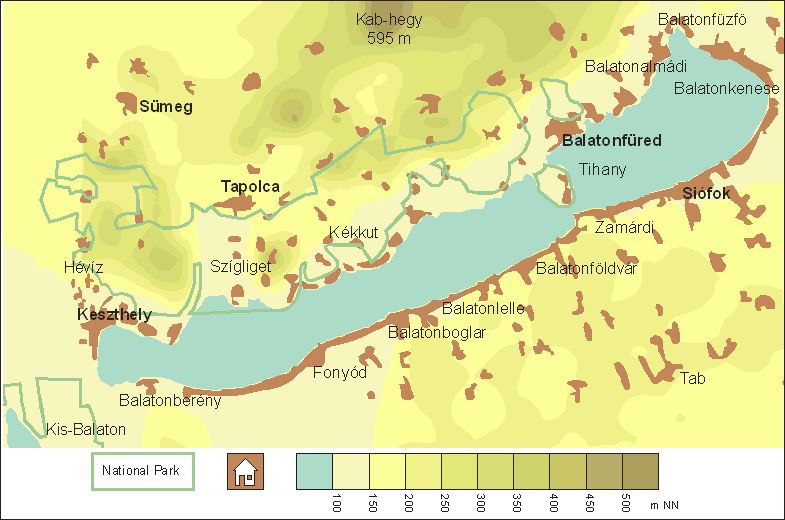
Le località principali sul Balaton

### Località sul Balaton
- Riva settentrionale: Balatonfűzfő - Balatonkenese - Balatonalmádi
- Riva meridionale: Balatonfenyves - Balatonkeresztúr - Balatonmáriafürdő - Balatonszentgyörgy
- Riva sudoccidentale: Balatonvilágos - Siófok - Zamárdi - Szántód - Balatonföldvár - Balatonszárszó - Balatonszemes - Balatonlelle - Balatonboglár - Fonyód
- Riva nordoccidentale: Keszthely - Gyenesdiás - Vonyarcvashegy - Badacsony - Badacsonytomaj - Révfülöp - Balatonszepezd - Balatonakali - Balatonudvari - Aszófő - Tihany - Balatonfüred - Csopak - Alsóőrs - Balatonalmádi - Balatongyörök

### Direttrici di traffico
Il lago Balaton è ben collegato da direttrici di traffico per il turismo. L'Autostrada M7 porta oggi direttamente da Budapest fino al lago Balaton. Già nel 1861 venne costruita sulla riva meridionale una linea ferroviaria che collegava Budapest con il porto di Trieste. Nel 1909 venne infine aperta la linea ferroviaria settentrionale. Oggi ogni località sul Balaton è raggiungibile con il treno. Sempre critica è la sicurezza dei passaggi a livello. Nel maggio 2003 avvenne un grave incidente con un pullman ad un passaggio a livello incustodito vicino a Siófok dove persero la vita anche parecchi turisti tedeschi.
Dei collegamenti oltre le linee ferroviarie si occupano le autocorriere ungheresi, per esempio Bakony Volan. Nel lembo occidentale del Balaton si trova l'aeroporto del Balaton a Sármellék. Vicino a Siófok si trova un altro aeroporto regionale a Kiliti.

## Economia

### Turismo
Nel 2004 furono contati circa un milione di turisti nella regione del lago Balaton, che con circa 4,3 milioni di pernottamenti, contribuirono per una grossa fetta all'industria del turismo ungherese.
La quota di turisti tedeschi si attesta al 21,3%. Se si considerano solo i turisti stranieri, la quota di tedeschi sale addirittura al 50%.

### Pesca
La pesca nel Balaton è praticata da 2 000 anni, come è testimoniato da diversi ritrovamenti archeologici. Si pescano anguille, carpe, lucci, carassi, tinche, siluri e soprattutto il luccioperca (fogas). Complessivamente vi sono 50 specie di pesci, di cui circa 15 oggetto di pesca da parte di pescatori di professione.

### Navigazione
La prima compagnia di navigazione sul lago Balaton fu fondata alla fine del XVIII secolo dalla famiglia Festetics (di Keszthely). Nel 1777 fu allestito il primo servizio di traghetti che collegava Tihany e Szántód. Il servizio passeggeri fu però interrotto poco dopo la morte del conte György Festetics.

### Cicloturismo
Dal 1990 è tornato il cicloturismo nella zona del Balaton. Vi sono molte piste ciclabili che collegano le località attorno al lago.

### Motociclismo
Nelle vicinanze del lago sarebbe dovuto sorgere il Balatonring Circuit Zrt, un circuito che era destinato ad essere tappa del calendario della MotoGP. L'opera, i cui lavori vennero avviati nel 2008, non è mai stata conclusa (a causa del ritardo accumulato, il Gran Premio motociclistico d'Ungheria fu annullato sia nel 2009 sia nel 2010) e l'intero progetto è stato abbandonato.

## Letteratura
- Pongrác Galsai: Der Balaton. Landschaft und Geschichte, Corvina Verlag, Budapest, 1978, ISBN 3-87680-749-2
- Laszlo Trunko: Sammlung geologischer Führer Band.91, 2000, ISBN 3-443-15073-X
- Anasztázia Koncz: Balaton: Bildband, Corvina Verlag, Budapest, 1986, ISBN 963-13-2206-8
- Francé, R.: Balaton-Ausschuß der Ungarischen Geographischen Gesellschaft: Resultate der wissenschaftlichen Erforschung des Balatonsees, Wien, Commissionsverlag